# 166P/NEAT
La cometa NEAT 8, formalmente 166P/NEAT, è una cometa periodica appartenente al gruppo delle comete Halleidi. La cometa è stata scoperta il 15 ottobre 2001 ma già pochi giorni dopo sono state scoperte immagini di prescoperta risalenti al 27 agosto 2001. La cometa ha un'orbita che incrocia quasi quella del pianeta Saturno rendendo possibili incontri stretti con questo pianeta che potrebbero in futuro causare un drastico cambiamento della sua orbita.